# Nestorianism
Nestorianism är en riktning inom kristendomen.
Patriarken av Konstantinopel, Nestorius (cirka 381–451), som tillhörde den antiokenska skolan, gjorde en skarp åtskillnad mellan Kristi gudomliga och mänskliga natur, och menade att dessa hade existerat skilda från varandra i honom.
Jungfru Maria skulle därmed inte vara Gudaföderska (grekiska Theotokos) utan enbart Kristusföderska (grekiska Christotokos). Denna lära fördömdes på konciliet i Efesos 431 och Nestorios slutade sina dagar i egyptisk exil.
En stor del av hans många anhängare begav sig till perserriket, och östra Syrien. Genom Konciliet i Chalkedon 451, som inte accepterades bland dessa anhängare uppkom en klyfta mellan nestorianerna och den påvliga religionen. Klyftan vidgades ytterligare genom en nationell motsättning mellan grekiskt språk och kultur gentemot nestorianernas assyriska. Sedan kejsaren stängt nestorianernas teologiska skola i Edessa 499 grundade de en ny skola i Nisibis, där de konstituerade den självständiga nestorianska kyrkan under patriarken i det sasanidiska Seleukia, senare flyttad till Bagdad.
Nestorianerna blev grunden till Österns syriska kyrka, som kom att bedriva mission i Arabien, Indien, Östturkestan och Kina, om än med begränsad framgång ur ett längre historiskt perspektiv.
Nestorianska kristna nådde höga statsbefattningar på många håll i Centralasien under denna tid. Under mongolerna förföljdes nestorianerna kraftigt, men ett litet antal tog sin tillflykt till norra Irak och lyckades överleva. Deras antal uppgår idag till några hundra tusen personer, som går under benämningen assyriska kristna.